# 고쿠라번
고쿠라 번(일본어: 小倉藩 코쿠라한[*])은 일본 에도 시대 부젠국 내에 있던 번으로, 지금의 후쿠오카현 기타큐슈시의 고쿠라키타구에 위치했다. 에도 막부 말기부터 메이지 유신까지의 기간 중에는 가와라 번(香春藩), 후에 도요쓰 번(豊津藩)으로 불렸다. 번청은 고쿠라성이다.

## 역대 번주

### 호소카와 가문
| 대수 | 번주                       | 초상화 | 재임 기간       | 비고 |
| ---- | -------------------------- | ------ | --------------- | ---- |
| 1    | 호소카와 다다오키 細川忠興 |        | 1602년 ~ 1620년 |      |
| 2    | 호소카와 다다토시 細川忠利 |        | 1620년 ~ 1633년 |      |

### 오가사와라 가문
| 대수 | 번주                             | 초상화 | 재임 기간       | 비고 |
| ---- | -------------------------------- | ------ | --------------- | ---- |
| 1    | 오가사와라 다다자네 小笠原忠真   |        | 1632년 ~ 1667년 |      |
| 2    | 오가사와라 다다다카 小笠原忠雄   |        | 1667년 ~ 1725년 |      |
| 3    | 오가사와라 다다모토 小笠原忠基   |        | 1725년 ~ 1752년 |      |
| 4    | 오가사와라 다다후사 小笠原忠総   |        | 1752년 ~ 1790년 |      |
| 5    | 오가사와라 다다미쓰 小笠原忠苗   |        | 1791년 ~ 1804년 |      |
| 6    | 오가사와라 다다카타 小笠原忠固   |        | 1804년 ~ 1843년 |      |
| 7    | 오가사와라 다다아키라 小笠原忠徴 |        | 1843년 ~ 1856년 |      |
| 8    | 오가사와라 다다히로 小笠原忠嘉   |        | 1856년 ~ 1860년 |      |
| 9    | 오가사와라 다다요시 小笠原忠幹   |        | 1860년 ~ 1865년 |      |
| 10   | 오가사와라 다다노부 小笠原忠忱   |        | 1865년 ~ 1871년 |      |

## 지번

### 지즈카번
지즈카 번(千束藩)은 고쿠라 번의 지번이다. 첫 이름은 고쿠라 신덴 번(小倉新田藩)으로 불렸다.

## 같이 보기
- 폐번치현